# Steinerberg
Steinerberg is een gemeente en plaats in het Zwitserse kanton Schwyz, en maakt deel uit van het district Schwyz.
Steinerberg telt 915 inwoners.